# 大用镇 (六盘水市)
大用镇，是中华人民共和国贵州省六盤水市六枝特区下辖的一个乡镇级行政单位。

## 行政区划
大用镇下辖以下地区：
大煤山社区、大用村、黑晒村、骂冗村、耳贡村、岱港村、凉水井村和汨港村。

## 交通
- 沪昆铁路：大用站